# Elaver hortoni
Elaver hortoni là một loài nhện trong họ Clubionidae.
Loài này thuộc chi Elaver. Elaver hortoni được Arthur Merton Chickering miêu tả năm 1937.